# Desco da parto

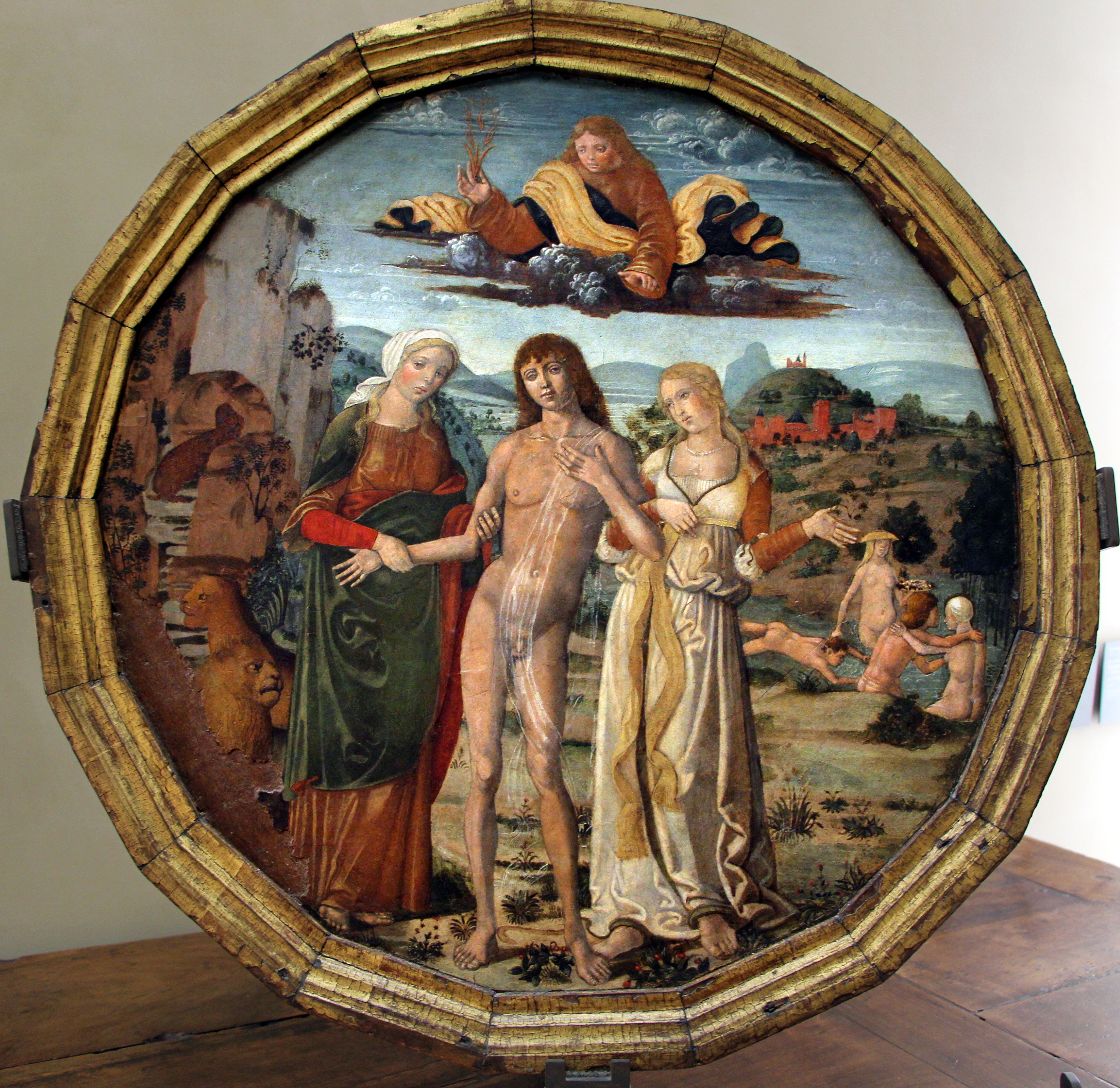
Un ejemplo menos común de Siena, con la Elección de Hércules, de Girolamo di Benvenuto, alrededor de 1500.

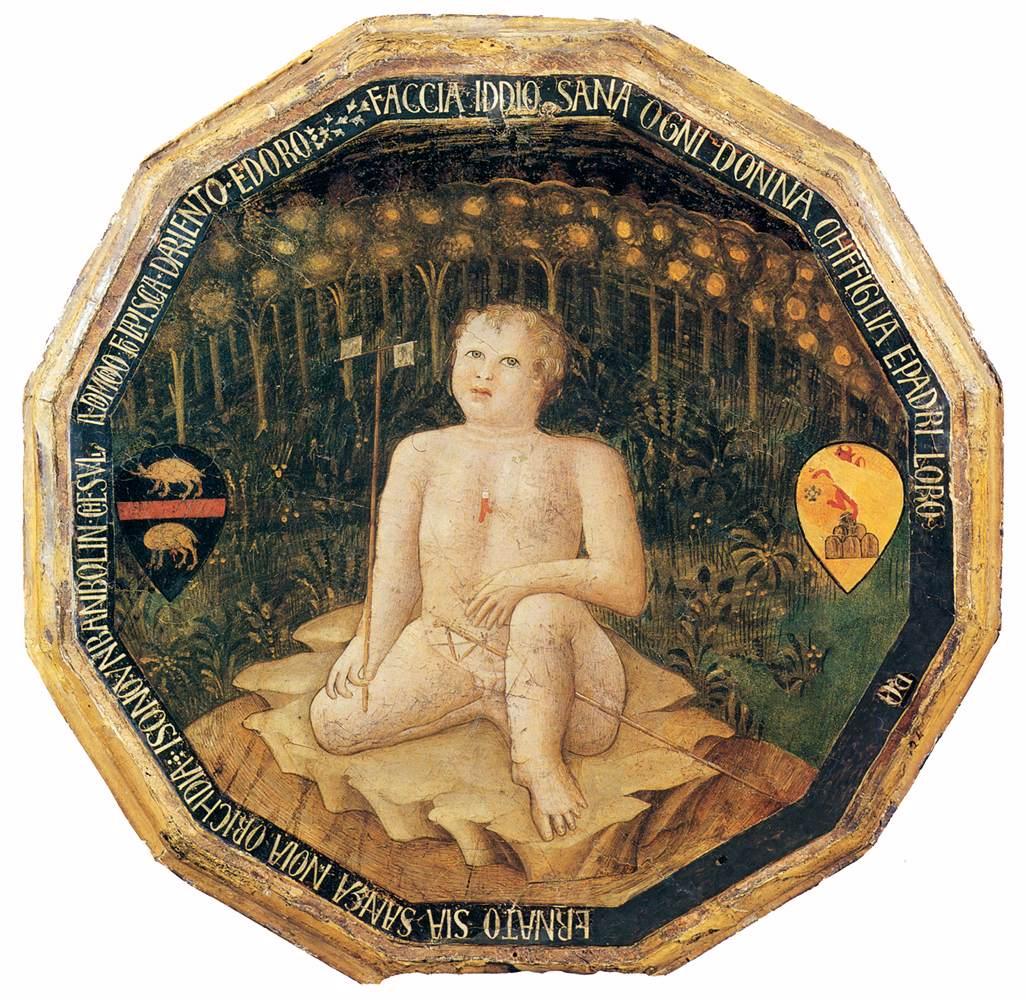
Bartolomeo di Fruosino, 1420, un reverso típico con heráldica y un niño orinando.

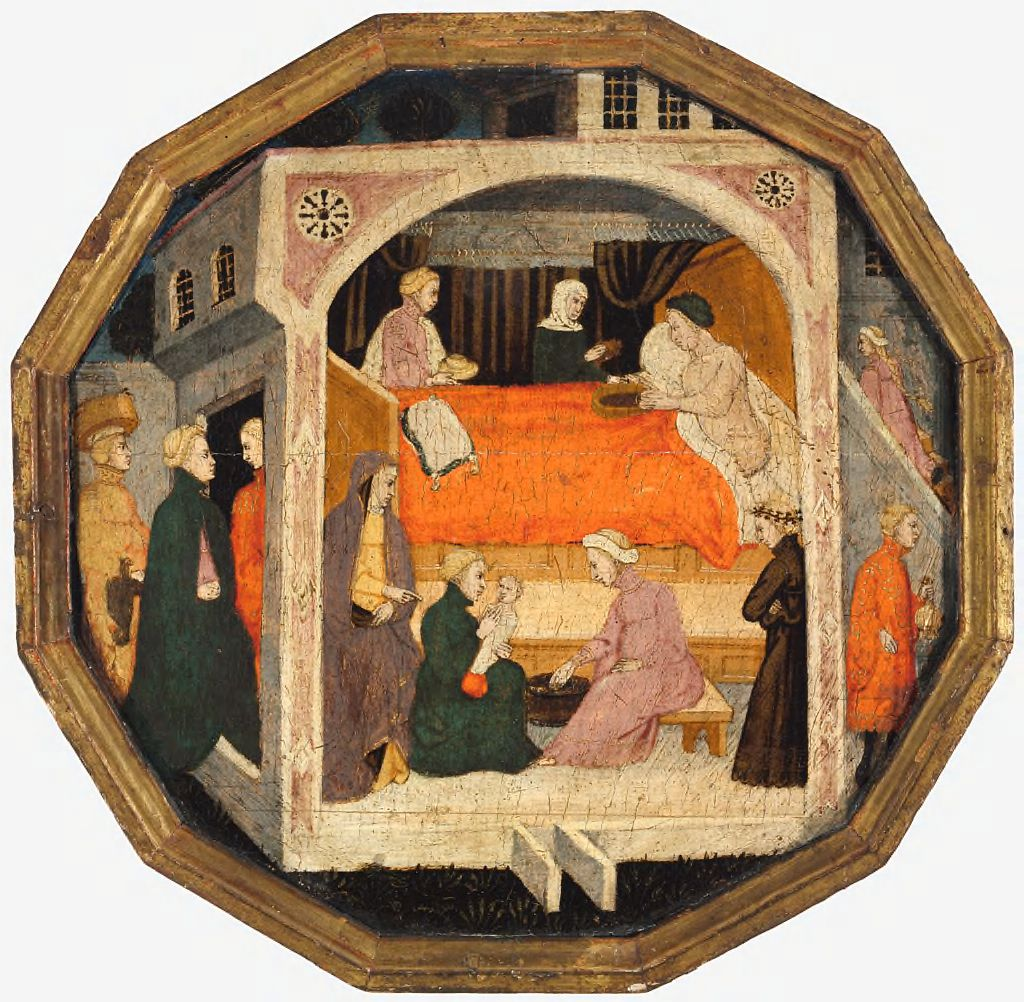
Escena del parto, aparentemente no bíblica. A medida que las mujeres atienden al niño, ya están llegando invitadas vestidas de manera ostentosa.

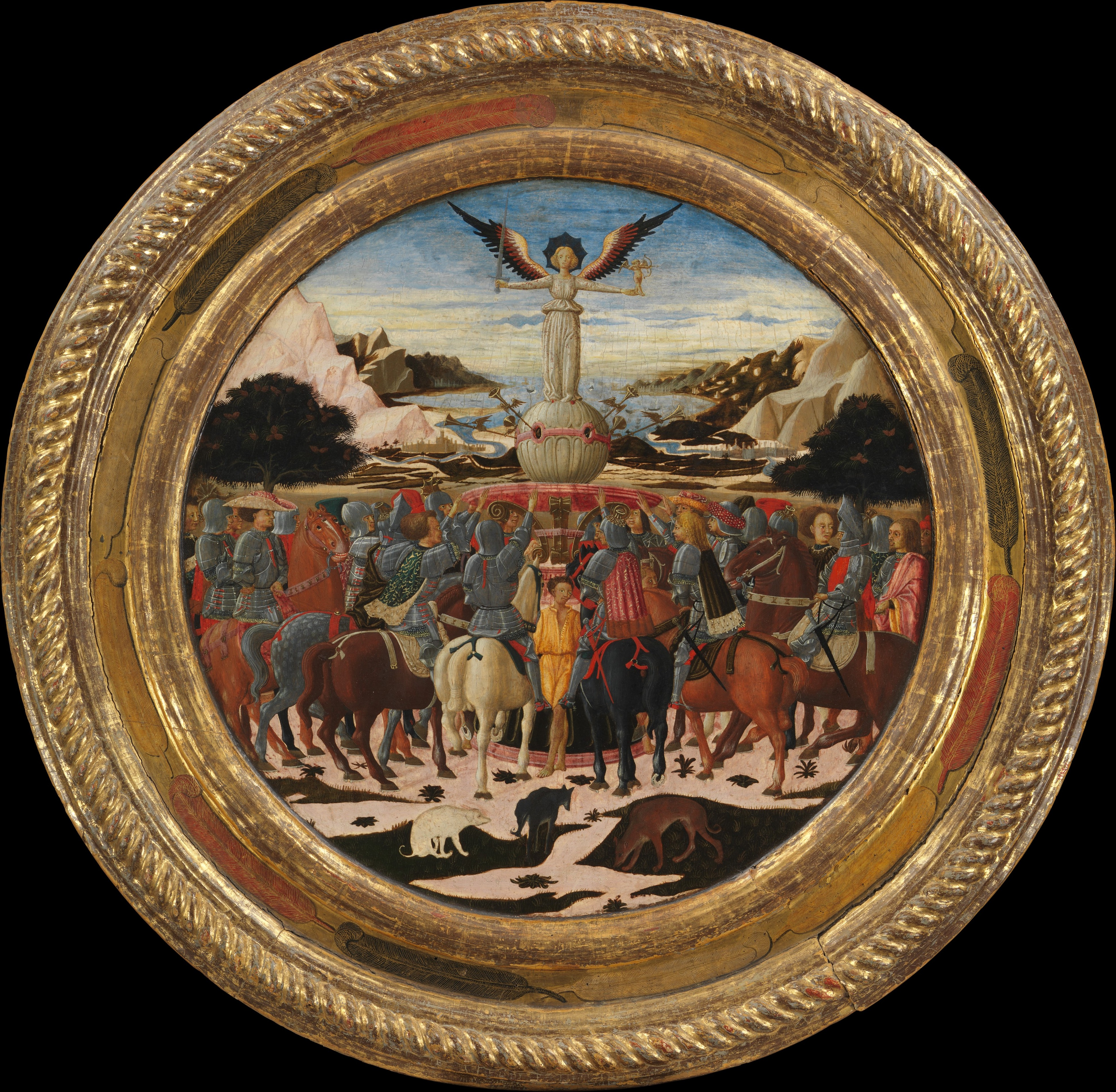
Triunfo de la fama de los Médici - Tornabuoni desco da parto pintado para el nacimiento de Lorenzo de Médici, 1449.

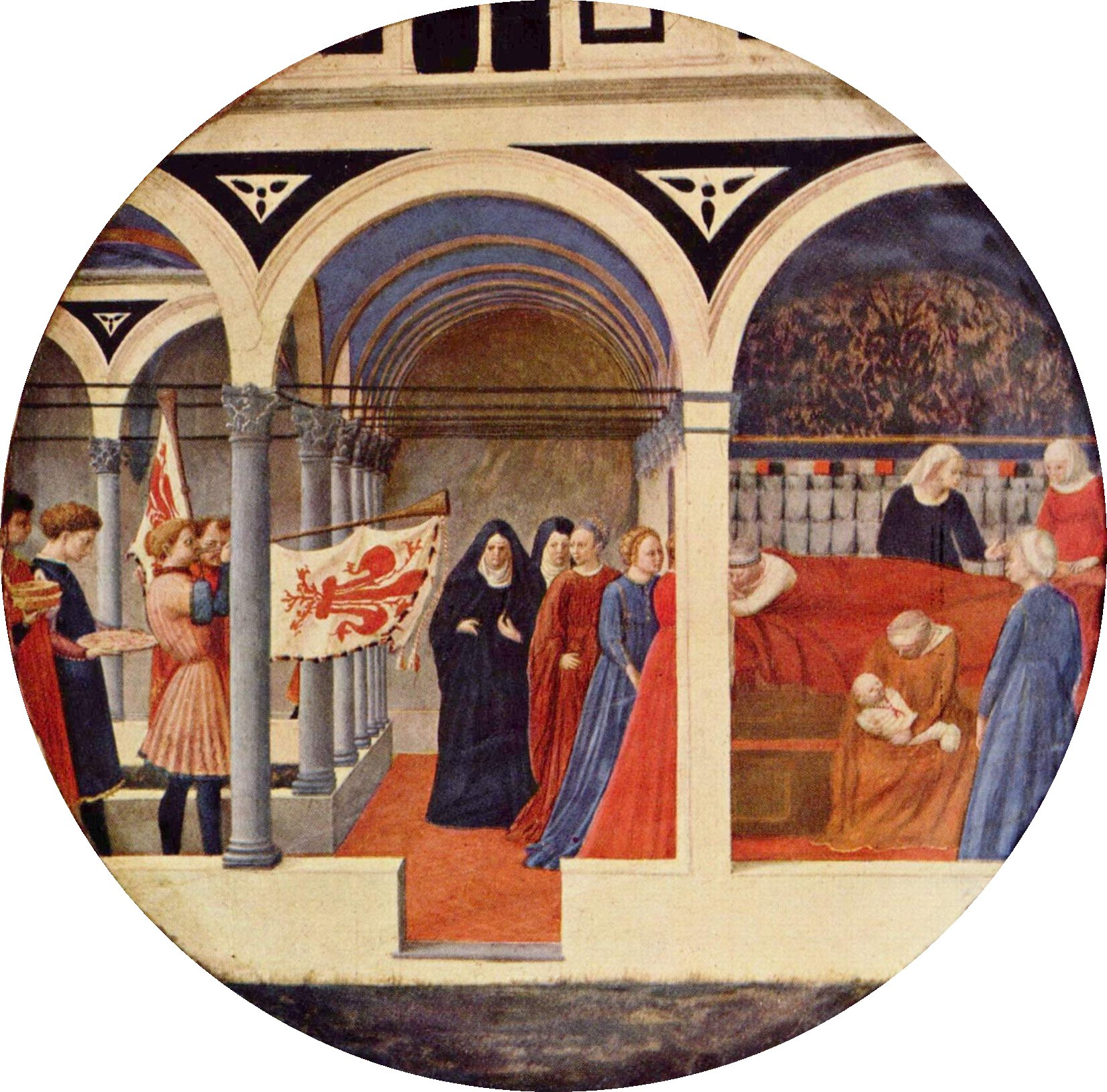
Desco de parto de Masaccio, 1427.

Un Desco da parto era un tipo de regalo que se hacía en la Florencia y Siena de finales de la Edad Media y principios de la Edad Moderna con motivo de un nacimiento; y consistía en platos o bandejas decoradas por ambos lados con escenas de nacimientos o bebés, imaginería mitológica y motivos heráldicos familiares. 
Los deschi pintados supervivientes representados en las colecciones de los museos fueron encargados por familias de élite, pero los inventarios muestran que las bandejas de nacimiento y otros objetos especiales para el nacimiento, como almohadas bordadas, se conservaron mucho después del nacimiento en familias de todas las clases: cuando Lorenzo de Médici murió, el inventario muestra que el desco da parto dado por su padre a su madre, Lucrecia Tornabuoni, en su recámara, estaba colgado en sus aposentos privados hasta el día de su muerte.
No era necesario que un desco da parto fuera encargado especialmente; se produjeron en talleres en serie para su almacenamiento, y a menudo se personalizaban con un escudo de armas cuando se compraban. Había un repertorio distintivo de iconografía para las bandejas, los lados del anverso (arriba) compartían mucho con el de las arquetas de cassone pintadas que a menudo se usaban como regalo de boda, pero también con los lados del reverso (abajo) que a menudo mostraban escenas de madres después del parto o figuras de niños pequeños, acompañadas por los escudos de ambos padres. Después de ser utilizados como bandeja durante el período de posparto, podían ser colgados en una pared como una pintura.

## Utilización
La mortalidad infantil era mayor durante los primeros días cruciales, cuando la madre también podría sucumbir a la sepsis puerperal. Un parto exitoso era celebrado con abundancia. Los hijos afirmaban un día los intereses de la familia, ya fuera en un modesto taller o en una casa bancaria; las hijas compartían el trabajo de la casa hasta que se casaban y consolidaban los exogámicos lazos que estabilizaban la posición de la familia toscana en todos los niveles sociales. Las bandejas de parto pintadas empezaron a aparecer hacia 1370, en la generación posterior a la Peste negra, cuando la tenue vida estaba más viva que nunca. En el siglo XV, según descubrió D.C. Ahl, al menos una aparece en casi la mitad de todos los inventarios que estudió.
Se esperaba que la madre permaneciera «acostada», disfrutando del descanso en cama durante un período posparto de duración variable, pero que probablemente durara por lo menos una semana. En los manuales renacentistas sobre la vida familiar no se recomienda un período fijo de permanencia en cama —a diferencia de otras culturas—, pero de los registros documentales se desprende que la madre rara vez estaba presente en el bautismo, que en las ciudades italianas suele celebrarse en la iglesia parroquial local, normalmente a unos minutos a pie de cualquier casa, una semana después del nacimiento. Durante este período la madre y el niño eran visitados en la habitación por la familia y las amigas y se les entregaban regalos. La bandeja o salabardo, a menudo cubierto con un paño protector, servía para servir manjares a los visitantes, quizás incluyendo algunos que habían traído como regalos: una criada traía un desco cubierto de tela con dos jarras de agua y vino para fortificar a Santa Ana, en el fresco de Paolo Uccello, del Nacimiento de la Virgen (1436), en la Capilla de la Anunciación, Duomo de Prato.
Los vestidos pueden ser llevados ceremoniosamente a la habitación de la cama, especialmente decorada donde yacía la nueva madre: en un Desco da parto de Masaccio de 1427, la bandeja y una taza cubierta son precedidas por un par de trompetistas que enarbolan estandartes con los gigli florentinos. En efecto, en los hogares patricios la cama se colocaba a menudo en una sala de recepción para la ocasión —si no había ya una en tal sala, a la manera de las cortes francesa y borgoñona—, y la madre se tendía allí mientras recibía las visitas de sus amigos durante varios días.

## Iconografía
Para las bandejas pintadas hechas para la élite en estas alegres ocasiones, en general, se decoraban ambos lados de la bandeja, la parte superior (o el anverso) generalmente con una escena de figura multitudinaria, normalmente secular, como una escena del mito clásico o una alegoría adecuada. También aparecen en algunos casos escenas del Antiguo Testamento o del repertorio religioso cristiano. Las escenas de parto eran populares. Estas podrían ser el nacimiento de la Virgen o el del santo patrón de Florencia, Juan el Bautista, pero únicamente una aureola o dos las distingue de otras escenas que aparentemente muestran una escena de nacimiento como una pintura de género. Una bandeja de la Sociedad Histórica de Nueva York muestra una escena de nacimiento de género, pero está muy copiada de un dibujo del nacimiento de Juan el Bautista por Lorenzo Monaco.
En todos ellos la madre se sienta en la cama recibiendo regalos de una corriente de visitantes femeninos, mientras que en el frente de la escena el niño es lavado o envuelto en pañales por más mujeres. En una bandeja, uno de los pajes masculinos sirven a los invitados, en otra, se muestra a niños y hombres jugando un juego de lucha local en la calle. La primera ilustración pintada de una novela corta de Giovanni Boccaccio se encuentra en un desco da parto florentino con los brazos de una familia pisana, realizada hacia 1410 y en el Museo Metropolitano de Arte. Entre las supervivientes se encuentran tres escenas alegóricas del Triunfo del Amor, derivadas de los Triunfos de Petrarca, y un Triunfo de Venus.
La parte inferior o reverso generalmente tiene un tema más simple y a menudo menos elevado, con menos figuras, más grandes, y por lo general incluye heráldica, con los escudos de ambos padres. Las escenas con uno o dos niños pequeños desnudos, con los escudos de ambas familias a los lados, son especialmente populares. Los brazos de la familia de la madre tradicionalmente toman el lado derecho, pero en algunos ejemplos los brazos han sido cambiados sobrepintándolos. Las inscripciones en el campo o alrededor del borde a veces proporcionan la fecha del evento afortunado, dando a los historiadores de arte un punto fijo útil. Al igual que otros tipos de arte, como los «grabados de Otto», se esperaba que los deschi fueran decorados en lo que se consideraba de gusto femenino, aunque no está claro cómo se seleccionó el diseño. En un ejemplo pintado por el hermano de Masaccio, Scheggia, dos putti luchan, y probablemente ambos usan el agarre de tirar del pene del otro con una mano y el pelo con la otra.
En el Renacimiento se creía que las vistas que una mujer embarazada veía afectaban a su embarazo e incluso lo que producía —Martín Lutero contó la historia de una mujer asustada por un ratón durante el embarazo, que luego dio a luz a un ratón—. Los manuales aconsejaban mantener imágenes con un impacto positivo a la vista de las mujeres embarazadas, y es en este contexto que los recurrentes chicos desnudos, y las escenas que muestran el final de un parto exitoso, deben ser vistas. Esto también era un factor en la exhibición de imágenes de la Virgen y el Niño, que eran ubicadas en las habitaciones. Probablemente los deschi se colgaban con el reverso exhibido durante el embarazo, para promover la producción de un niño saludable similar.
Dos pares de imágenes de deschi da parto

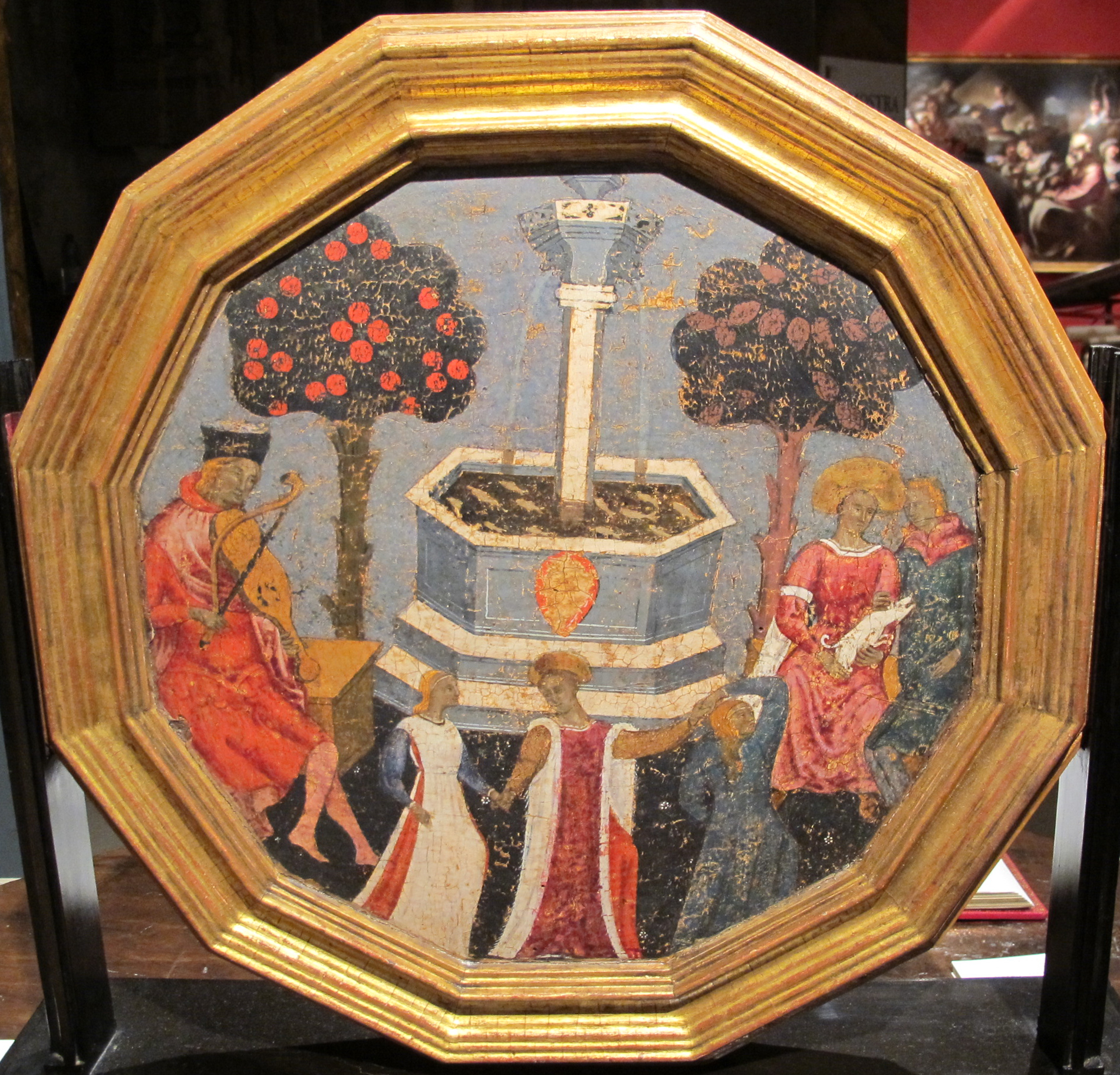
Jardín del amor, anverso c. 1420, 51 cm de diámetro.
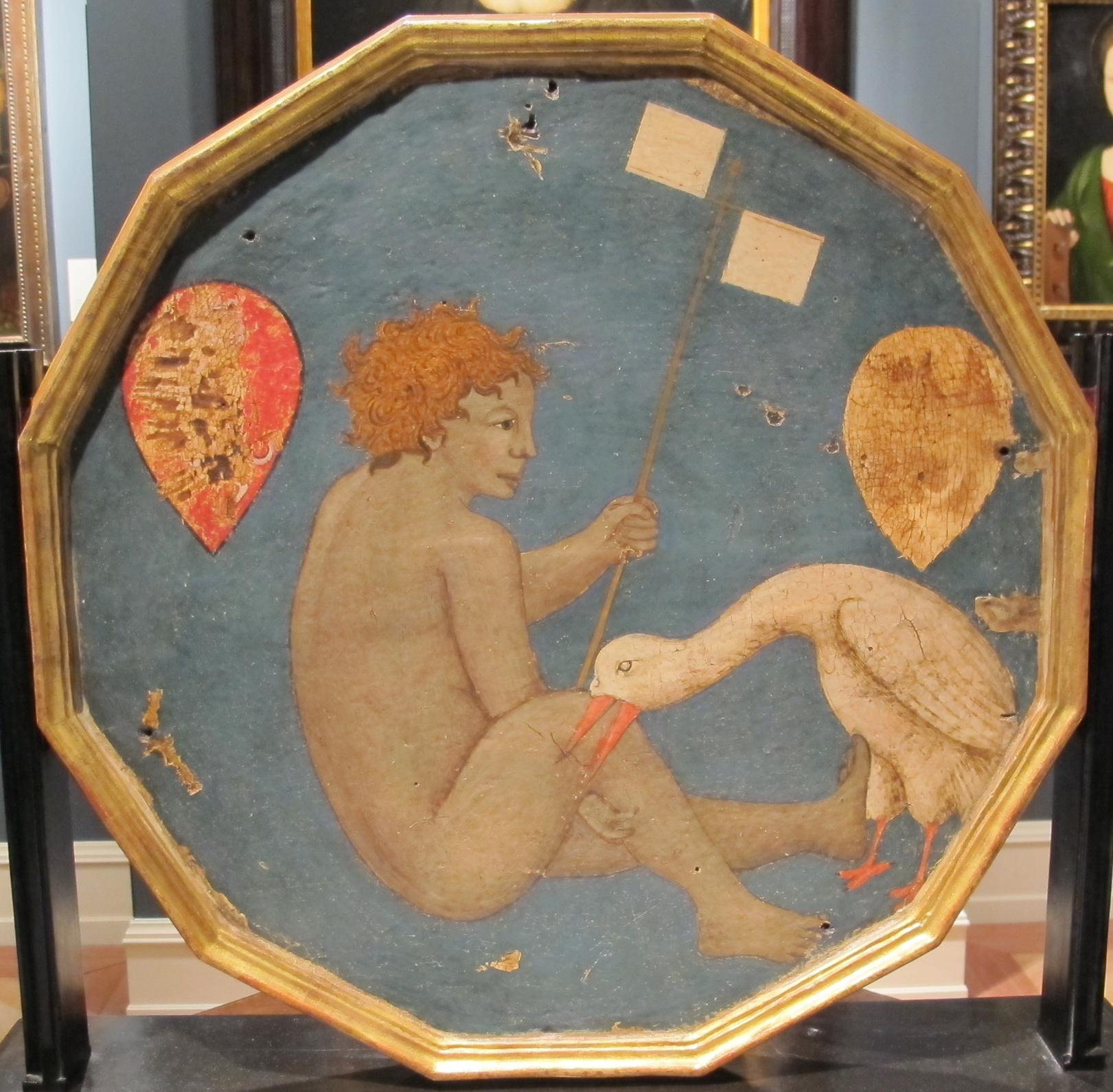
Reverso del último, con dos escudos y un niño con cigüeña (?).
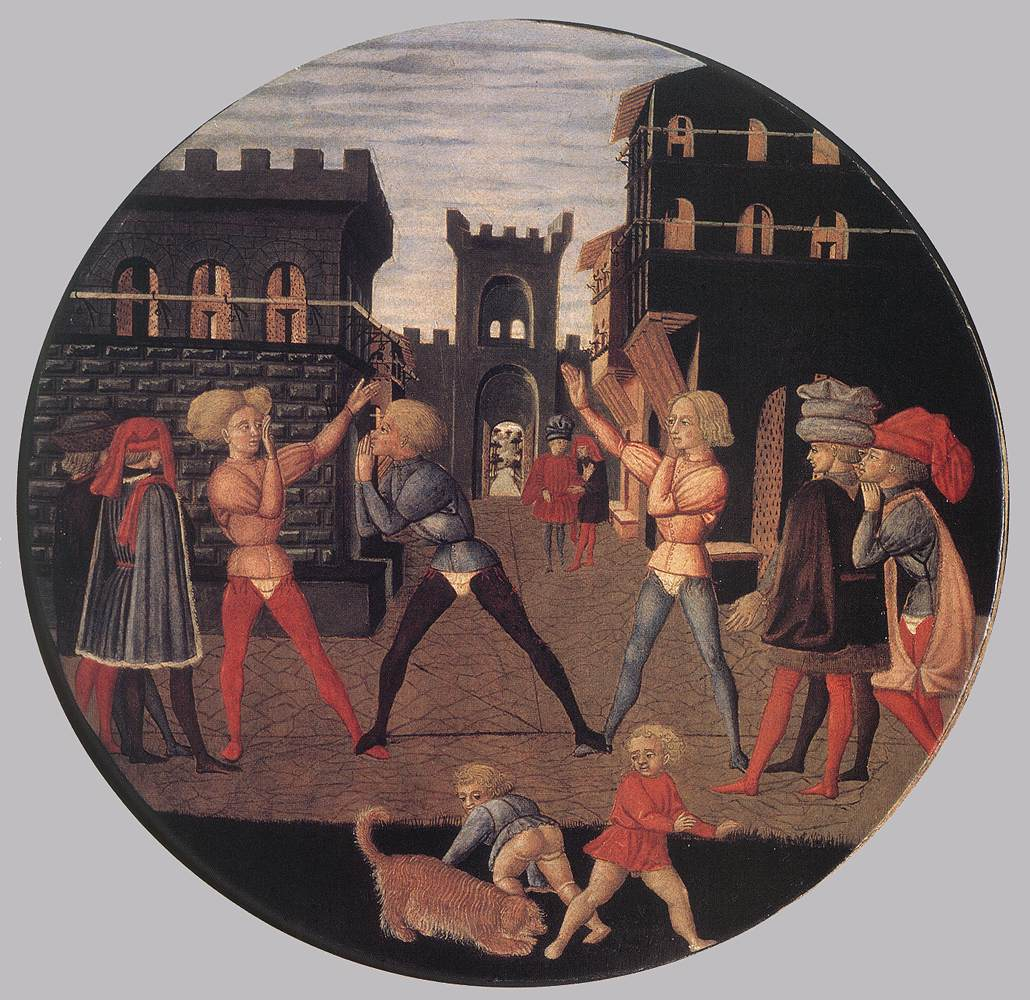
Un juego de Civettino, anverso c. 1450, por el hermano de Masaccio, Scheggia.
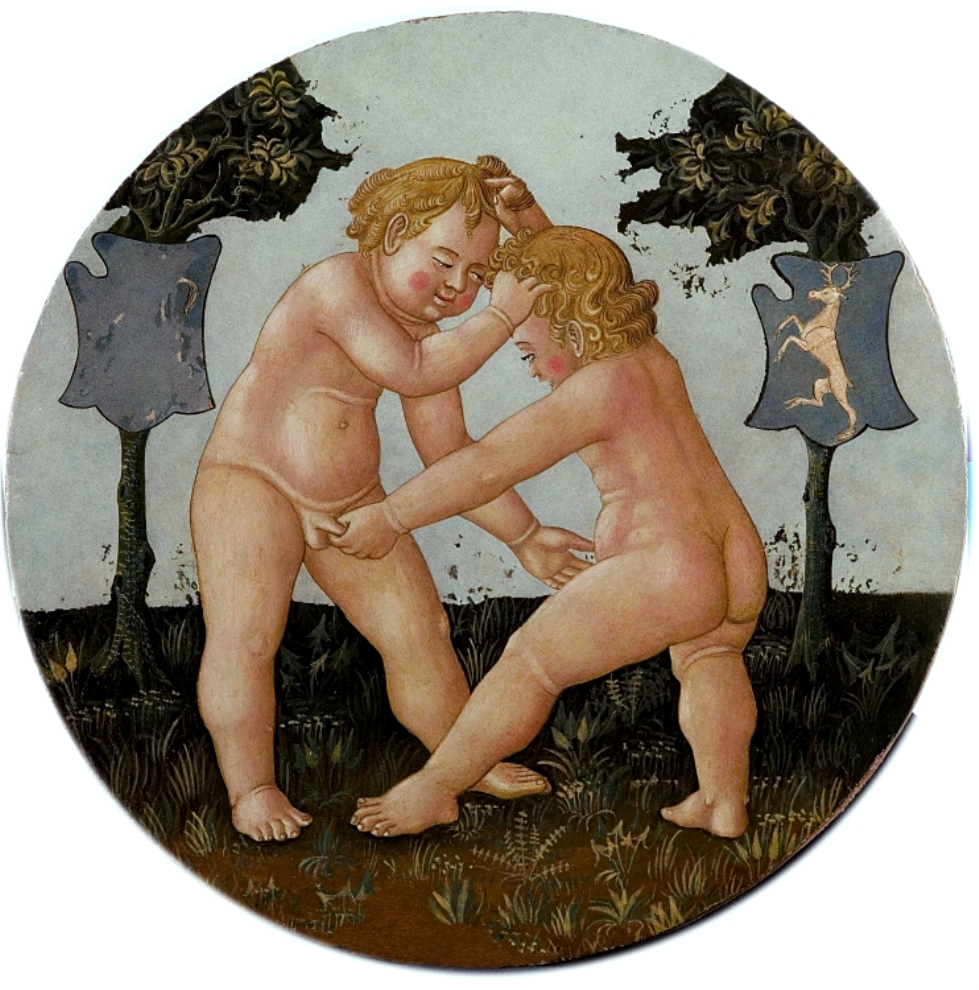
Reverso. Dos niños participan en una lucha libre sin restricciones.

## Artistas e historia
Los talleres que producían deschi da parto eran a menudo también iluminadores de manuscritos, como por ejemplo Bartolomeo di Fruosino, un iluminador que también producía pinturas sobre paneles, y pintores de los paneles que se incorporaban en los frentes y extremos del quattrocento de cassoni. Tal taller era el del «Maestro del cassone Adimari», ahora identificado habitualmente como el hermano de Masaccio, Giovanni di ser Giovanni Guidi (o "Lo Scheggia"), que también produjo el desco da parto que muestra a jóvenes jugando al civettino en un entorno urbano, en el Palacio Davanzati de Florencia, y otros ejemplos. Un reverso dividido que muestra a dos chicos desnudos peleando llegó a cotizarse por 482.500 dólares en una subasta en el año 2012.
Algunos artistas siguen sin ser identificados, y claramente no eran de primer rango, pero, dados los importantes nombres representados entre la diminuta proporción de supervivientes de estas obras, parece que muchos artistas se tomaron un descanso ocasional de proyectos más grandes para producir deschi. La forma tondo circular en las pinturas normales sobre tabla, que se puso de moda a mediados del siglo XV en Florencia, puede haberse desarrollado a partir de los dibujos más pequeños.
El formato del desco, generalmente de unos 50 a 60 cm de ancho, con doce o dieciséis lados, o a partir de aproximadamente 1430, redondos, encerrados dentro de un labio ligeramente levantado integrado al panel. Algunos ejemplos que ahora son redondos parecen haber sido originalmente de doce lados. Algunos tienen fechas que registran el día de nacimiento —o matrimonio— en cuestión. Solamente sobreviven unas dos docenas de diseños, algunos ahora con las superficies serradas por los comerciantes en los tiempos modernos, para crear dos obras. En los inventarios se describen a menudo como «rotos» o «viejos», y la mayoría aparentemente se utilizaron como bandejas hasta que estaban demasiado desaliñadas para guardarlas. A medida que avanzaba el siglo XV fueron siendo gradualmente sustituidos como obsequios por piezas de mayólica, a menudo «juegos de parto» especiales con una iconografía similar, aunque la Galería Uffizi tienen un ejemplo de 1524 realizado por Jacopo Pontormo, y otros son incluso posteriores. Los ejemplos del siglo XVI tienden a tener un perfil más elevado, parecido al de Pontormo, como si hicieran eco de las nuevas formas de mayólica. La producción de arcones pintados cesó durante las mismas décadas. 
Jacqueline Marie Musacchio rechaza la suposición común de que estas bandejas fueron hechas para celebrar un matrimonio; ella nunca encontró un desco da nozze en ningún inventario del siglo XV, pero un arcón de boda sienés (cofanetto nuziale) de madera en el Louvre tiene una tapa redonda con un Triunfo de Venus de Giovanni di Paolo (fechado en 1421) que es efectivamente idéntico a la forma de un desco. No obstante, si se presentaran en el momento del matrimonio, aunque ciertamente se consideraran asociados específicamente con el embarazo y el parto, esto explicaría cómo se disponía de objetos tan elaborados para su uso muy pronto después de un acontecimiento incierto, y significaría que las imágenes benéficas de los chicos podrían ejercer su influencia positiva a lo largo del importante primer embarazo.

## Ejemplo en San Francisco

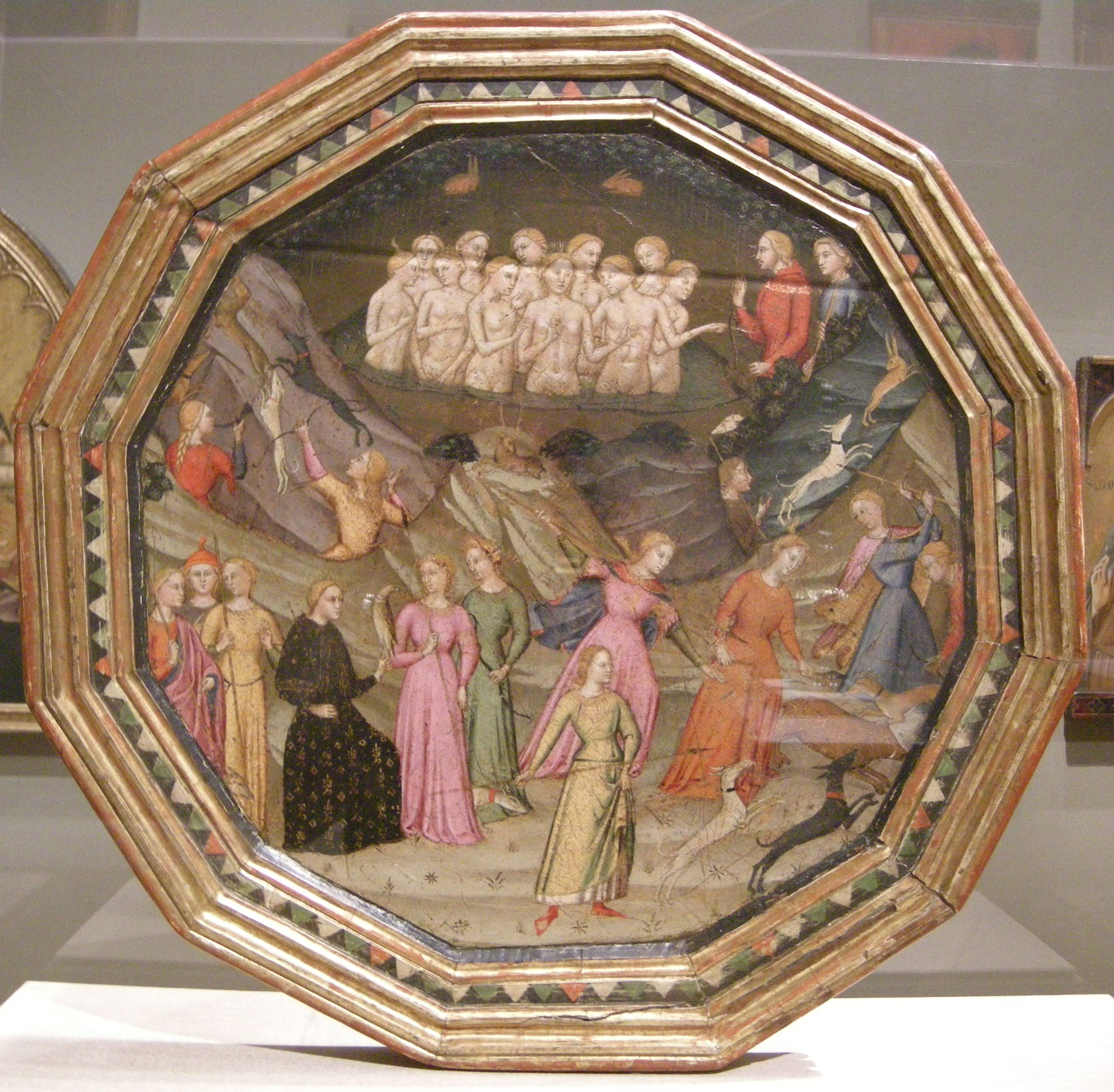
La historia de Diana y Acteón. Museo Legión of Honor.

El Museo Legión of Honor de San Francisco tiene un ejemplo pintado alrededor de 1400 por Lorenzo di Niccolo, un pintor florentino que estuvo activo de 1391 a 1412. El anverso muestra la historia de Diana y Acteón. Diana, diosa de la caza, aparece en primer plano vestida con una túnica oscura y brocada y llevando un halcón; a la derecha, sus ninfas persiguen un jabalí. En la parte superior del cuadro, Diana y sus ninfas se bañan en un charco de agua cuando el mortal Acteón se encuentra con la diosa desnuda. Por ofender a la deidad virgen, Acteón se transformó en un ciervo para ser cazado por sus propios perros. Su destino está ilustrado en el lado izquierdo, donde los perros persiguen a un ciervo. El reverso muestra la figura alegórica de la Justicia con dos escudos familiares mientras sostiene una balanza y una espada.

## Galería

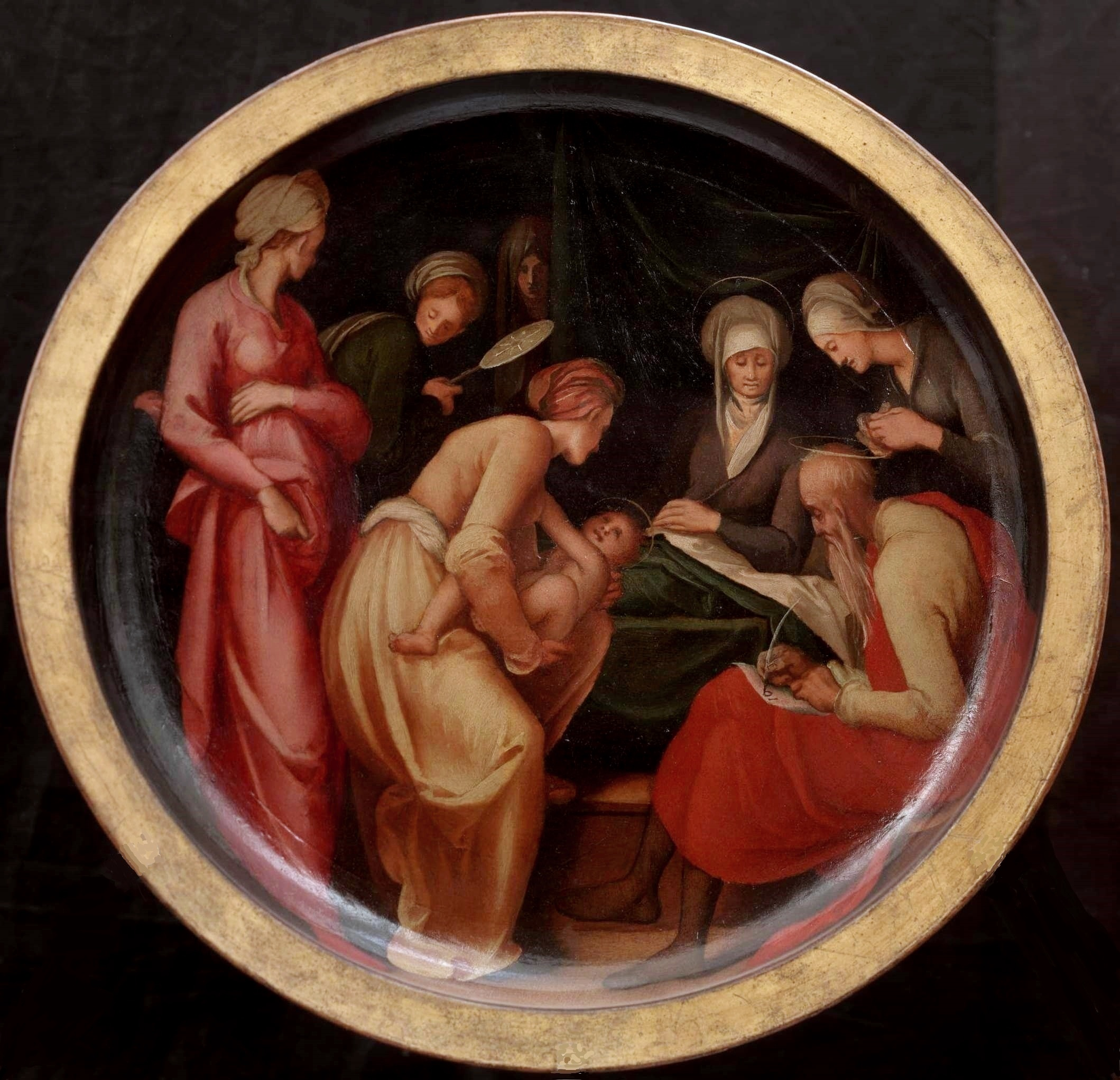
Pontormo, anverso c. 1526, Nacimiento de Juan el Bautista.
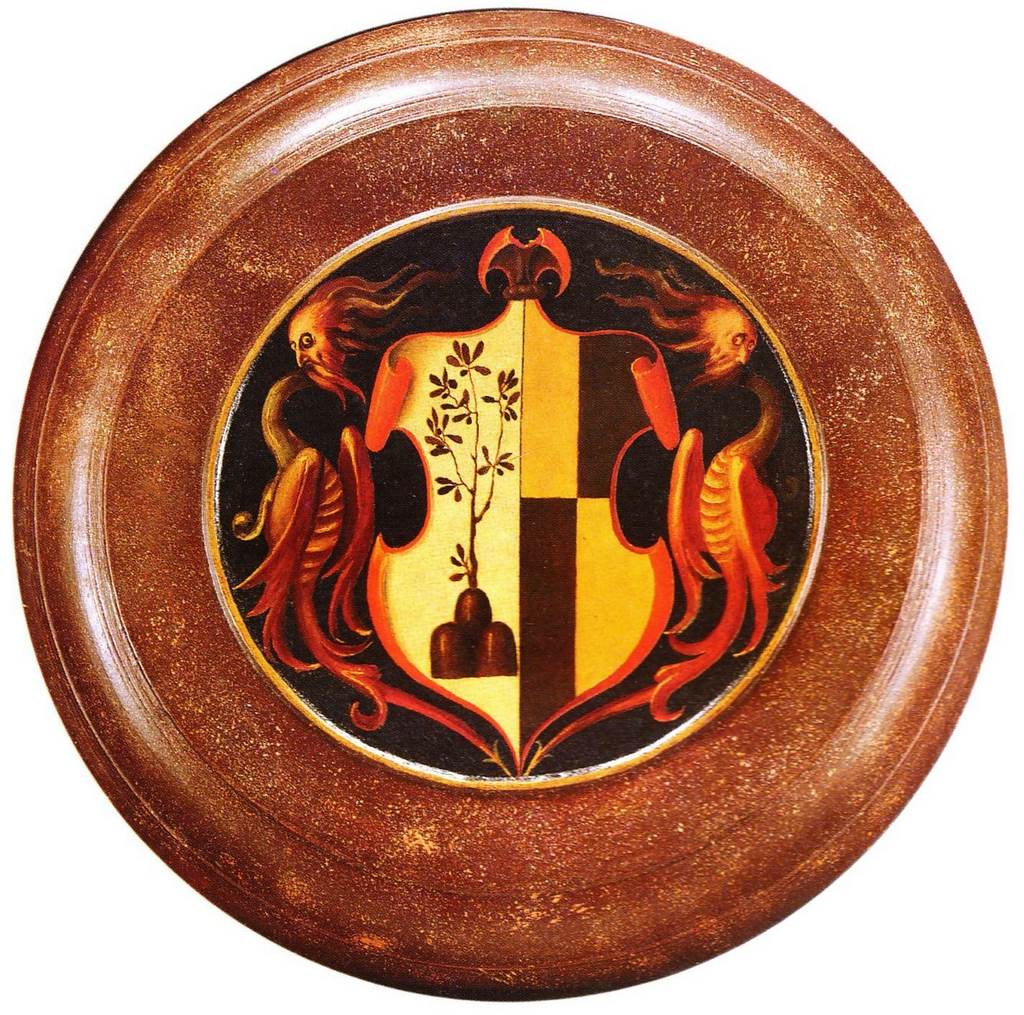
Heráldica  en el reverso del anterior.
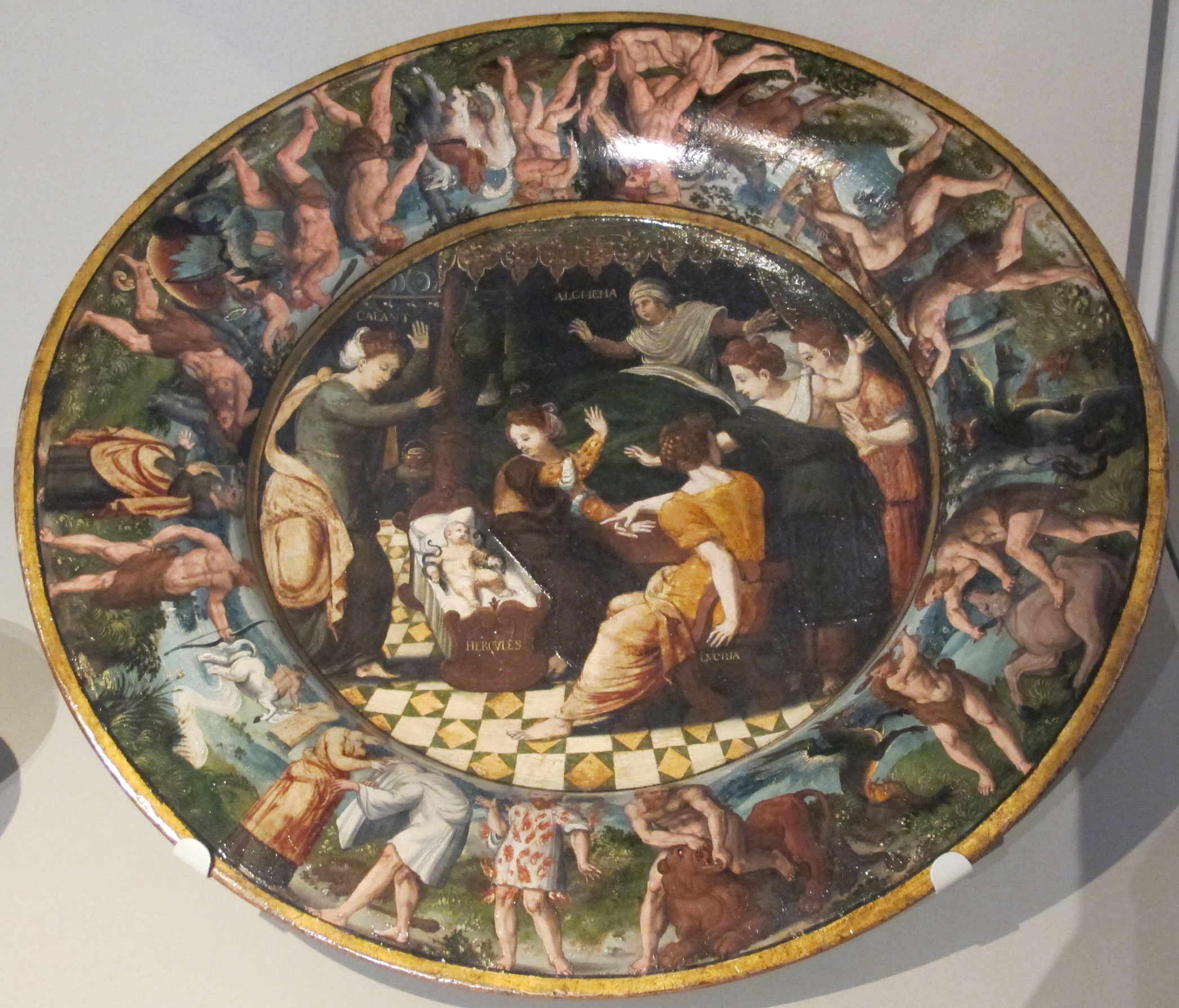
1530, forma de plato, con el nacimiento de Hércules.
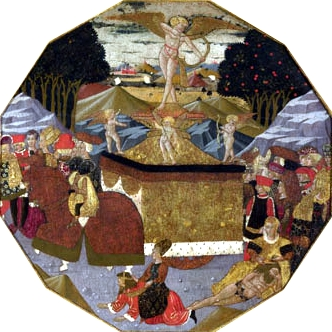
El triunfo del amor , doce caras de Apollonio di Giovanni di Tommaso y Marco del Buono, c.  1453-1455 ( The National Gallery, Londres.))
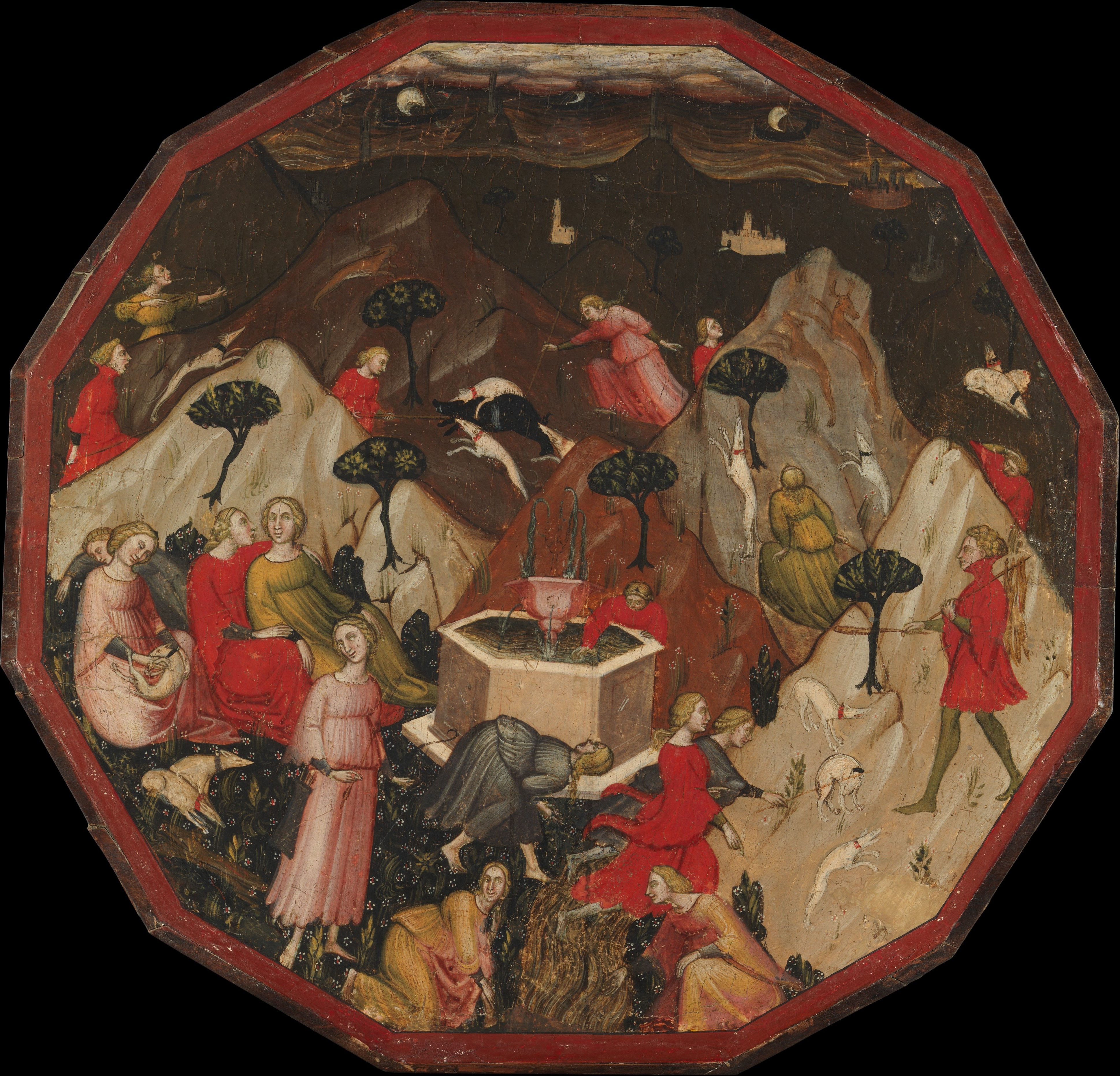
Escena de Giovanni Boccaccio de la Comedia delle ninfe Fiorentine , Descubrimiento de las ninfas de Ameto y contienda entre los pastores y Alcesto Acaten, c. 1410.
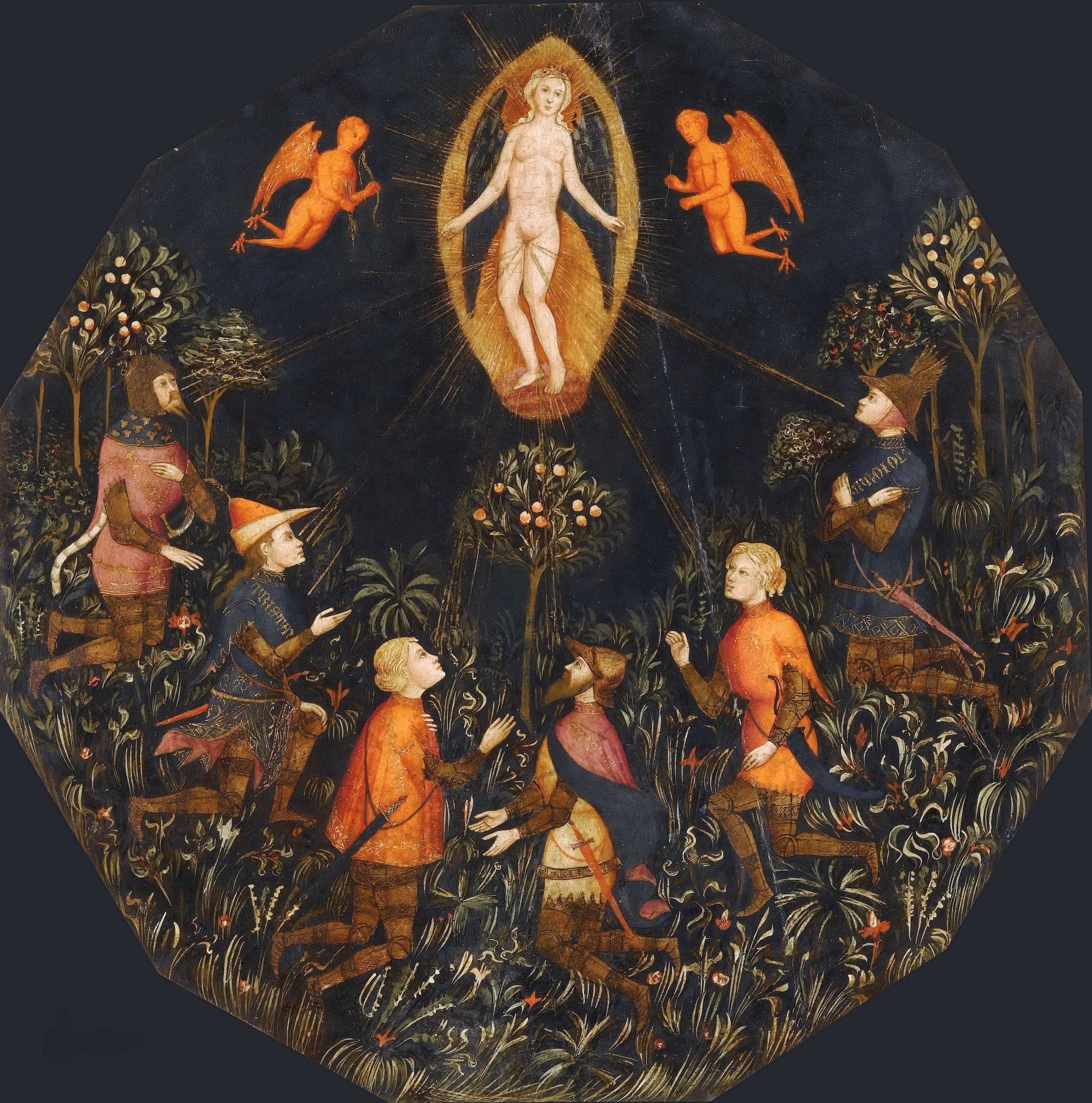
Triunfo de Venus, los adoradores son Aquiles, Tristán, Lancelot, Sansón, Paris y Troilo.